# Kiseli kupus
Kiseli kupus,  odnosno kiselo zelje, je prirodno ukiseljeni kupus koji se dobiva fermentacijom uz pomoć više vrsta bakterija, među kojima su Leuconostoc, Lactobacillus, Streptococcus i Pediococcus.
Kiseli kupus ima dug rok trajanja i karakterističan kiseo ukus i jak miris, koji dolaze od mliječne kiseline nastale bakterijskom fermentacijom šećera iz kupusa. Kupus se priprema za kiseljenje na dva načina: rezanjem kupusa na rezance širine 0,5–1 cm i kiseljenjem cijelih glavica kupusa.
Fermentirane namirnice imaju dugu povijest u mnogim kulturama. Danas, dva su najpoznatija primjera kiseli kupus i kimchi, korejsko nacionalno jelo pripremljeno od fermentiranog, dobro začinjenog kupusa. Rimski pisci Marko Porcije Katon Stariji (u svojoj "De Agri Cultura") i Kolumela (u svojoj "De re rustica") spomenuli su konzervirani kupus i repu s dodatkom soli. Vjeruje se da je u Europu u sadašnjem obliku došao 1000 godina kasnije, kada ga je donio Džingis-kan. Tatari su ga nosili u svojim torbama u Europu. Moreplovac James Cook uvijek je nosio kiseli kupus na svojim morskim putovanjima, kako bi spriječio pojavu skorbuta.
Kiseli kupus najviše se udomaćio u istočnoeuropskim i germanskim kuhinjama, ali i u kuhinjama drugih zemljama, uključujući francusku. Važan je sastojak sarme, sinjskih arambaša i sekelji-gulaša, a jede se i nekuhan.